# Chiesa di San Martino (Cividale del Friuli)
La chiesa di San Martino è un luogo di culto cattolico Cividale del Friuli, localizzato appena oltre il fiume Natisone, nei pressi del ponte del Diavolo, nel borgo Ponte; la chiesa si trova in una posizione arretrata rispetto alla strada, sul fondo di un sagrato rialzato.

## Storia
La chiesa era già esistente nel XIII secolo; ma è stata pesantemente rimaneggiata nel corso dei secoli XVII e XVIII, forse anche da Domenico Schiavi. Nel 1661, durante i lavori di rifacimento, sul sagrato furono rinvenute tombe longobarde con corredo molto ricco, tanto da far nascere la tradizione che in tale luogo fossero sepolti i duchi del Friuli con i loro familiari.

## Facciata
La facciata intonacata è molto semplice: è tripartita da quattro lesene emergenti da blocchi basamentali in pietra piasentina, su cui è posto il timpano. Il portale d'ingresso è anch'esso incorniciato in pietra piasentina ed ha sulla sommità un timpano ad arco, sul cui architrave è incisa la data del 1782, anno di conclusione dei lavori di rifacimento.

## Interno
All'interno sull'altare maggiore è presente la pala con San Martino, lavoro di Nicola Grassi, mentre ai lati vi sono le statue dei duchi Ratchis ed Anselmo, opere di Jacopo Contiero. In sagrestia sono conservati mobili del XVIII secolo, opera di Matteo Deganutti; sempre in sagrestia a suo tempo vi erano affreschi di Francesco Chiarottini, ora perduti.
Nel corso del Settecento l'ara di Rachis fu portata all'interno della chiesa; in precedenza era sempre stata mantenuta all'interno del battistero di Callisto, conservato nel vicino duomo. L'ara di Rachis rimase nella chiesa fino al 1940, quando fu riportata in duomo e collocata nella cappella laterale, ora trasformata nel Museo diocesano cristiano e del tesoro del duomo di Cividale del Friuli.